# Parkway Garden Homes
Parkway Garden Homes – kompleks budynków mieszkalnych położony w dzielnicy Greater Grand Crossing w południowej części Chicago w stanie Illinois. Kompleks został zbudowany w latach 1950-–1955, jego architektem był Henry K. Holsman, planował on wybudować kilka osiedli mieszkaniowych z niedrogimi mieszkaniami w Chicago. Parkway Garden Homes był pierwszym kompleksem, który był współwłasnością afroamerykańskich mieszkańców w Chicago, którzy doświadczyli bezdomności podczas drugiej wielkiej migracji z powodu segregacji rasowej; jednym z wczesnych mieszkańców kompleksu była pierwsza dama USA w latach 2009–2017, Michelle Obama. W ostatnich latach kompleks stał się centrum jednego z najbardziej niebezpiecznych miejsc w Chicago, znanego jako O'Block. Kompleks jest wpisany do Krajowego Rejestru Miejsc Historycznych w USA.

## Historia
Parkway Garden Homes został zbudowany w latach 1950–1955, był ostatnim z wielu projektów deweloperskich Henry'ego K. Holsmana w Chicago. Holsman rozpoczął projektowanie tanich mieszkań w biednych dzielnicach w Chicago w latach 1910-tych, kiedy po I wojnie światowej wystąpił niedobór mieszkań w miastach. W latach 30. pracował przy kilku projektach mieszkaniowych w ramach programu korporacji Chicago Housing Authority; później, w ciągu dekady, zaczął rozwijać własne projekty przy wsparciu finansowym Federalnego Urzędu Mieszkalnictwa. Od lat czterdziestych Holsman koncentrował się na projektowaniu mieszkań dla afroamerykańskich obywateli Chicago. Podczas gdy populacja Afroamerykanów w Chicago przeżywała rozkwit w latach 1920–1970 z powodu Wielkiej Migracji, dyskryminacyjna polityka mieszkaniowa zmusiła Afroamerykanów do życia w części „Czarnego Pasa” w południowej części miasta, która nie miała wystarczającej liczby mieszkań, aby sprostać wymaganiom godnego życia. Po ukończeniu budowy kompleksów mieszkalnych Winchester-Hood i Lunt-Lake w północnej części Chicago, Holsman rozpoczął pracę nad podobnie zaprojektowanymi domami o nazwie Parkway Garden Homes w ramach powrotu afrykańsko-amerykańskiej społeczności do południowej części Chicago. Firma Holsmana zbankrutowała przed otwarciem kompleksu z powodu błędnych decyzji finansowych, z których jedna zakończyła się skazaniem Holsmana za oszustwa pocztowe.
Kompleks był pierwszym afroamerykańskim spółdzielczym osiedlem mieszkaniowym w Stanach Zjednoczonych. Zasługi Holsmana dla Afroamerykanów uznano za duży sukces dla społeczności. Zwolennicy tanich mieszkań i praw obywatelskich chwalili inwestycję po jej ukończeniu, powołując się na nowoczesne ogrzewanie i urządzenia. Kompleks przyciągnął mieszkańców Afroamerykańskich ze środowisk o niższych dochodach, w tym rodzinę przyszłej pierwszej damy Michelle Obamy, która mieszkała tam już od narodzin.
Wraz ze wzrostem aktywności gangów w XXI wieku, Parkway Garden Homes stało się centrum jednego z najbardziej brutalnych i niebezpiecznych miejsc w Chicago. W 6400 bloku South King Drive, znanym lokalnie jako O'Block po morderstwie Odee Perry'a, odnotowano najwięcej strzelanin ze wszystkich bloków w Chicago między czerwcem 2011 a czerwcem 2014. Wiele z tych strzelanin miało miejsce w latach 2011–12. Przemoc wywodzi się głównie z rywalizacji gangów między Gangster Disciples i Black Disciples, które kontrolują terytorium w pobliżu bloku. Raperzy Chief Keef i King Von, których muzyka często nawiązuje do O'Blocku i przemocy, która na nim występuje, mieszkali i spędzali czas w Parkway Garden Homes, zanim odnieśli sukces.
Kompleks został dodany do Krajowego Rejestru miejsc o znaczeniu historycznym w dniu 22 listopada 2011 r. Ze względu na jego znaczenie architektoniczne i rolę w rozwoju społeczności afroamerykańskiej.

## Architektura
Holsman nadał Parkway Garden Homes modernistyczny projekt inspirowany europejskimi projektami mieszkaniowymi z lat 20. i 30. Kompleks posiada niskie budynki, co nadaje mu osobisty charakter w czasach, gdy projekty mieszkaniowe posiadające drapacze chmur były powszechne. W skład kompleksu wchodzi trzydzieści pięć budynków. Rozplanowanie osiedla podkreślało przestronność, przepływ światła i powietrza. Zamiast zdobień, ukośne przęsła urozmaicały wygląd zewnętrzny, co jest inspiracją dla niemieckich „zygzakowatych domów”.